# Sống trong bóng đêm
Sống trong bóng đêm là một bộ phim truyền hình được thực hiện bởi Công ty Sóng Vàng do Nguyễn Phương Điền làm đạo diễn. Phim phát sóng vào lúc 20h00 từ thứ 2 đến thứ 7 hàng tuần bắt đầu từ ngày 5 tháng 7 năm 2017 và kết thúc vào ngày 23 tháng 8 năm 2017 trên kênh THVL1.

## Nội dung
Sống trong bóng đêm xoay quanh câu chuyện của một gia đình gồm nhiều thế hệ cùng chung sống với nhau trong căn nhà ọp ẹp tại một khu ổ chuột bên bờ kênh Nhiêu Lộc, qua đó lột tả số phận của những người phụ nữ không thể định nghĩa cuộc sống bằng 2 từ “hạnh phúc”...

## Diễn viên
- Bích Huyền trong vai Hương[4]
- Hương Giang trong vai Bà Hoa[3]
- Trương Mỹ Nhân trong vai Thanh[5]
- Thái Hòa trong vai Lô[4][6]
- Quốc Cường trong vai Tâm
- Đào Anh Tuấn trong vai Sáu Xiên
- Lê Thiện trong vai Bà Bao
- Công Ninh trong vai Hai Tranh
- Mạnh Dung trong vai Ông Hai Gạo
- Nam Thư trong vai Thu
- Hải Lý trong vai Bà Hành
- Long Đẹp Trai trong vai Mèo
- Tiết Cương trong vai Lơ
- Phi Phụng trong vai Bà Ba
- Thành Tâm trong vai Nâu
- Phạm Nhật Hoàng trong vai Lem

Cùng một số diễn viên khác...

## Ca khúc trong phim
Bài hát trong phim là ca khúc "Hoa quỳnh nở về đêm" do Nguyễn Văn Chung sáng tác và Thiên Phú thể hiện.

## Giải thưởng
| Năm  | Giải thưởng    | Hạng mục                | (Người) đề cử | Kết quả       | Tham khảo |
| ---- | -------------- | ----------------------- | ------------- | ------------- | --------- |
| 2017 | Giải Cánh diều | Phim truyện truyền hình | —             | Cánh diều bạc | [ 7 ]     |